# 1376
Пізнє Середньовіччя •  Відродження •  Реконкіста •  Ганза •  Авіньйонський полон пап •  Монгольська імперія •  Столітня війна

## Геополітична ситуація
Державу османських турків очолює султан Мурад I (до 1389). Імператором Візантії став Андронік IV Палеолог (до 1379). Карл IV Люксембург має титул імператора Священної Римської імперії (до 1378). Королем Франції є Карл V Мудрий (до 1380).
Апеннінський півострів розділений: північ належить Священній Римській імперії, середню частину займає Папська область, південь належить Неаполітанському королівству. Деякі міста півночі: Венеція, Піза, Генуя тощо, мають статус міст-республік. Триває боротьба гвельфів та гібелінів.
Майже весь Піренейський півострів займають християнські Кастилія і Леон, де править Енріке II (до 1379), Арагонське королівство та Португалія під правлінням Фернанду I (до 1383). Під владою маврів залишилися тільки землі на самому півдні. Едуард III королює в Англії (до 1377), Королем Швеції є Альбрехт Мекленбурзький (до 1389). У Польщі та Угорщині королює Людвік I Великий (до 1382). У Литві княжить Ольгерд (до 1377).
Руські землі перебувають під владою Золотої Орди. Триває війна за галицько-волинську спадщину між Польщею та Литвою. Намісником Галичини є Владислав Опольчик.
У Києві княжить Володимир Ольгердович (до 1394). Володимирське князівство очолює московський князь Дмитро Донський.
Монгольська імперія займає більшу частину Азії, але вона розділена на окремі улуси. На заході євразійських степів править Золота Орда, що переживає період Великої Зам'ятні. У Семиріччі владу утримує емір Тамерлан. Іран роздроблений, окремі області в ньому контролюють родини як монгольського, так і перського походження.
У Єгипті владу утримують мамлюки, а Мариніди у Магрибі. У Китаї править династії Мін. Делійський султанат є наймогутнішою державою Індії. В Японії триває період Муроматі.
Цивілізація мая переживає посткласичний період. Почали зароджуватися цивілізація ацтеків та інків.

## Події
- Московський князь Дмитро (згодом Донський) здійснив похід на Волзьку Булгарію.
- Розпочалася війна між Папською державою та Флоренцією, що отримала назву Війни восьми святих. Папа римський Григорій XI наклав на Флоренцію інтердикт.
- До Авіньйона приїхала Катерина Сієнська з наміром переконати папу замиритися з Флоренцією й повернутися до Рима.
- Помер Едуард Чорний Принц, перший принц Уельський, якому не судилося стати англійським королем. Новим принцом Уельським став його син Річард II.
- В Англії півтора місяця засідав парламент, прозваний Добрим за те, що намагався реформувати корумповану Королівську раду. Його зусилля були марними.
- Англійський можновладець Джон Гонт, наймогутніша людина в країні, викликав на суд Королівської ради проповідника Джона Вікліфа.
- Андронік IV Палеолог скинув з візантійського трону з допомогою генуезців свого батька Іоанна V Палеолога.
- Місто Средець у Болгарії перейменували в Софію.
- Тамерлан дав відсіч вторгненню в свої землі сил Могулістану. Пізніше він вирушив назустріч загонам Золотої Орди, але через негоду сторони розійшлися без бою.
- Правителем Теночтітлана став Акамапічтлі.